# زیرکونوسن دی‌کلرید
دی‌کلرید زیرکونوسن (به انگلیسی: Zirconocene dichloride) یک ترکیب شیمیایی با شناسه پاب‌کم ۱۰۸۹۱۶۴۱ است. شکل ظاهری این ترکیب جامد سفید است.